# Korallhäger
Korallhäger (Egretta sacra) är en asiatisk och australisk fågel i familjen hägrar inom ordningen pelikanfåglar. Den förekommer utmed kuster och på öar i östra och sydöstra Asien österut och söderut till Franska Polynesien och Nya Zeeland. IUCN kategoriserar den som livskraftig.

## Utseende
Korallhägern är en medelstor (58 cm) häger med ett vingspann på 90 till 110 centimeter. Den förekommer i två morfer, en med mörkt grå fjäderdräkt och en med vit fjäderdräkt. Näbben är något gulaktig och benen är grågula. Jämfört med den liknande och likaledes tvåfasiga västliga revhägern har korallhägern påfallande korta ben, dock ännu kortare och kraftigare än denna, liksom halsen. Det vita på strupen hos den mörka morfen är inte heller lika utbrett. Benen är gröna eller gulgröna, ej mörka med gula fötter.

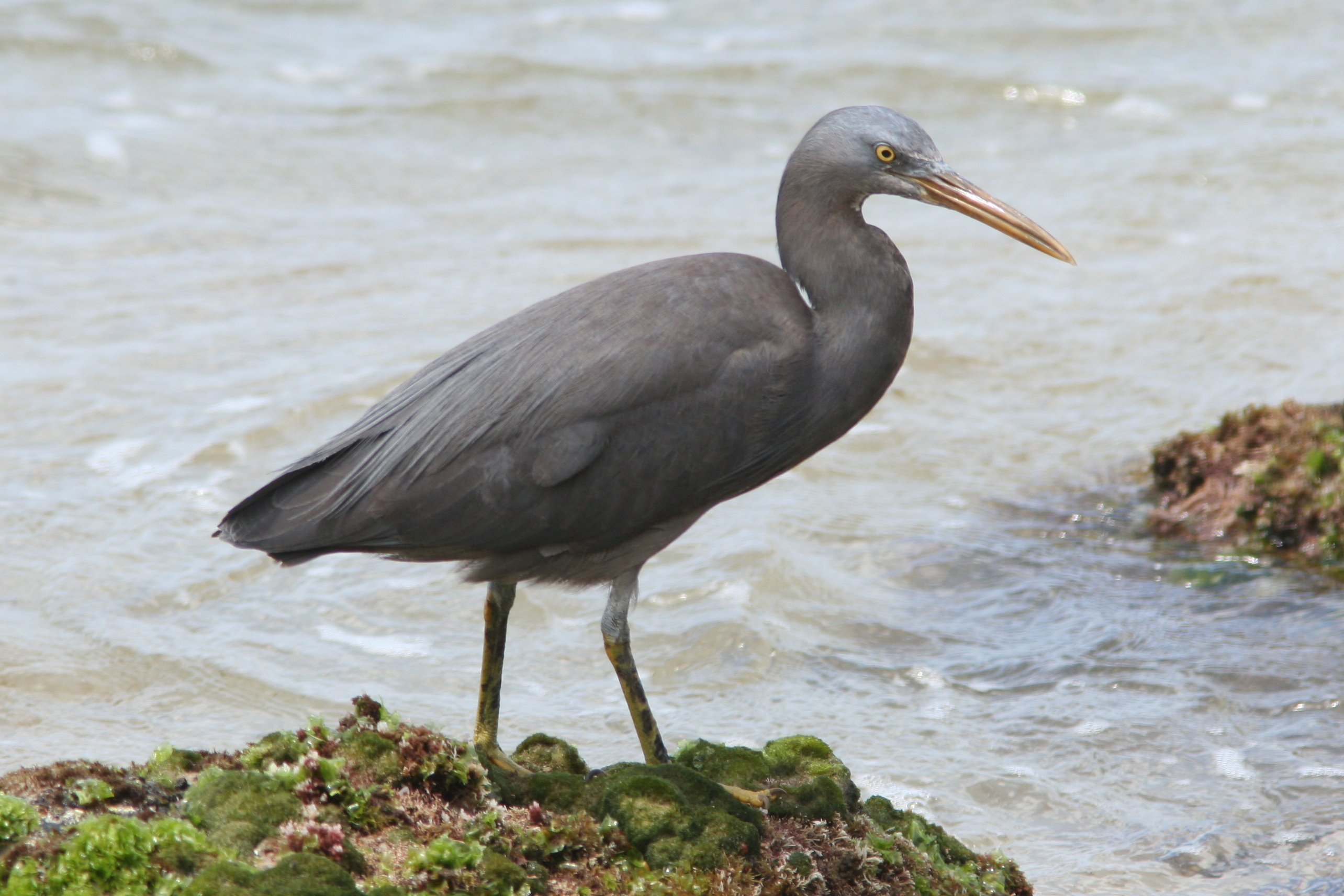
Mörk fas.

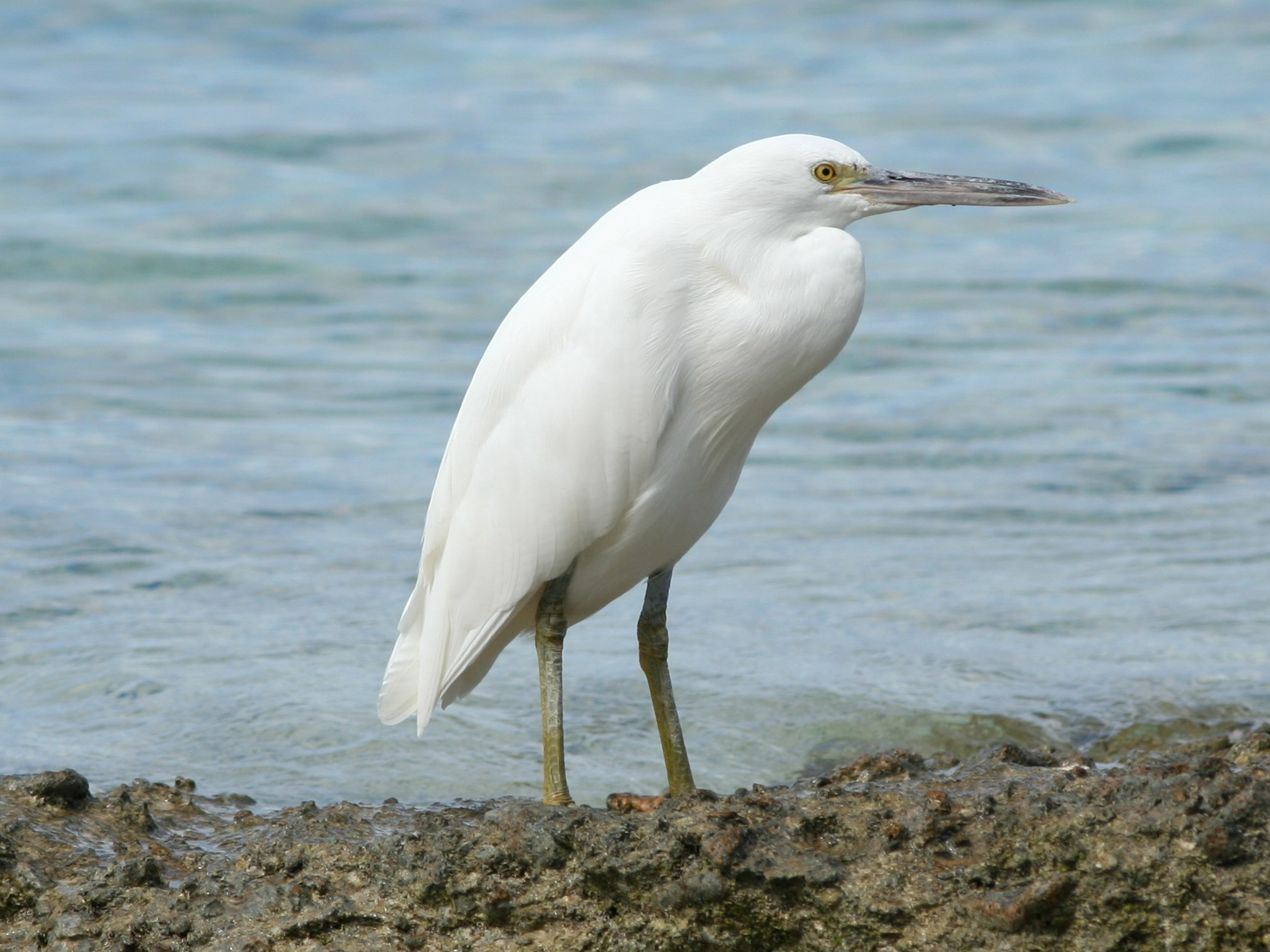
Ljus fas.

## Utbredning och systematik
Korallhägern förekommer i kustområden från Sydostasien till Japan, Australien, Nya Zeeland och Tasmanien. Den delas upp i två underarter med följande utbredning:
- Egretta sacra sacra – förekommer från Sydostasien och Japan till Malackaarkipelagen, Oceanien och Australasien
- Egretta sacra albolineata – förekommer på Nya Kaledonien och Loyalty Islands

## Ekologi
Korallhägerns föda består främst av fisk, kräftdjur och blötdjur. Den häckar årets runt i kolonier och lägger tre blekt blågröna ägg. Både hona och hane turas om att ruva äggen, normalt i 28 dagar. Efter de kläcks tar föräldrarna hand om ungarna i ungefär fem veckor.

## Status och hot
Arten har ett stort utbredningsområde och en stor population med stabil utveckling. Utifrån dessa kriterier kategoriserar IUCN arten som livskraftig (LC). Världspopulationen uppskattas till mellan 100 000 och en miljon individer.

## Namn
Korallhägerns vetenskapliga artnamn sacra betyder "helig".